# Swine (Lied)
Swine (dt.: ‚Schwein‘) ist ein Lied der US-amerikanischen Popsängerin Lady Gaga. Das Lied stammt aus ihrem dritten Studioalbum Artpop, welches 2013 veröffentlicht wurde. Es wurde von Gaga, DJ White Shadow, Dino Zisis und Nick Monson geschrieben und auch produziert. Swine wurde auf der Tour ArtRave: The Artpop Ball im Jahr 2014 gespielt.
2015 wurde es zusammen mit Til It Happens to You für den Soundtrack von dem Dokumentarfilm The Hunting Ground verwendet.

## Komposition
Swine ist dem Genre EDM und Dubstep zuzuordnen, was man besonders in den beiden Instrumental-Parts in dem Song hören kann.
Im Dezember 2014 sagte Gaga bei der Howard Stern Show, dass sie im Alter von 19 Jahren von einem Prozduzent, welcher 20 Jahre älter war als sie, vergewaltigt wurde. Sie sagt, dass sie schlimme Dinge erlebt hat, aber jetzt darüber lachen kann, weil sie eine Therapie gemacht hat. Der Song Swine handelt über Vergewaltigung. Der Song wurde zum ersten Mal bei dem iTunes Festival 2013 gespielt, wo man dem Song auch einige Rock-Elemente entnehmen konnte.

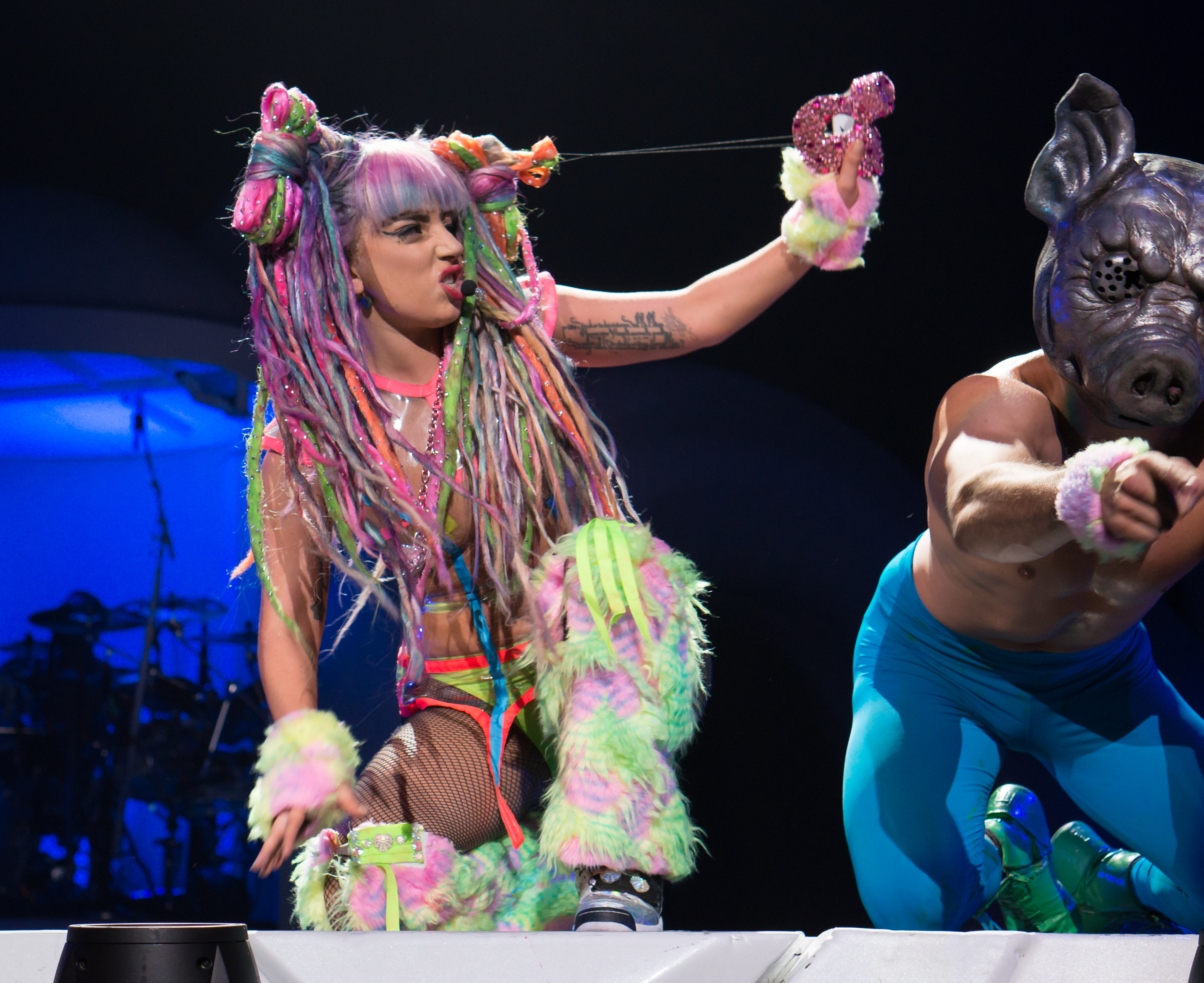
Lady Gaga singt Swine während ihrer artRave: The ARTPOP Ball Tour

## Auftritte
Im August 2013 veröffentlichte Gaga einen "Teaser", welcher ca. 1 Minute lang war auf Youtube, wo man sie bei Proben für das iTunes Festival sah. Sie postete ein Bild, auf welchem stand "REHEARSAL PIC #SWINEFEST #GETREADYTOSQUEAL". Die Show wurde am 1. September 2013 abgehalten und auch online gestreamt. Während dieser Performance trugen die Tänzer eine Schweine-Maske und sprühten Farbe in das Publikum.

## Credits
- Lady Gaga – Songwriter, Stimme, Produzent
- DJ White Shadow – Songwriter, Produzent
- Dino Zisis – Songwriter, Produzent
- Nick Monson – Songwriter, Produzent, Mixen
- Dave Russell – Aufnahme
- Daniel Zaidenstadt – weitere Aufnahme
- Benjamin Rice – Aufnahme-assistent
- Nicole Ganther – Hintergrundgesang
- Natalie Ganther – Hintergrundgesang
- Lyon Gray – Hintergrundgesang[6]

## Chartplatzierungen
Der Song konnte sich nur in Südkorea auf Platz 88 platzieren.